# 張希仲 (道光進士)
張希仲，贵州贵阳人，清朝政治人物、進士出身。

## 生平
道光二十七年（1847年）丁未科進士，二甲一百八名，后官直隸知縣。